# Zámčisko (geomorfologický podcelek)
Zámčisko je jeden ze čtyř podcelků geomorfologického celku Chvojnická pahorkatina, nacházející se v jeho centrální části.
Na jihozápadě navazuje na Unínskou pahorkatinu, na jihovýchodě na Senickou pahorkatinu. Nejvyšším bodem podcelku a zároveň celé Chvojnické pahorkatiny je stejnojmenný vrch Zámčisko (434,1 m n. m.).
Centrální část tohoto území je porostlá dubovými lesy, které zde tvoří souvislý porost. Stráně orientované na jih u obcí Smrdáky, Koválov, Unín, Radimov a Radošovce jsou porostlé vinicemi, které spadají do Skalického vinohradnického regionu Malokarpatské vinohradnické oblasti.
Území je odvodňováno říčkou Chvojnica s přítokem Pavlovský jarok, dále Unínským potokem a přítoky řeky Myjavy. Reliéf Zámčiska je modelován zejména fluviální činností vodních toků.
Na okraji podcelku se nalézají obce:
- Dubovce
- Koválov
- Oreské
- Radimov
- Radošovce
- Rohov
- Smrdáky
- Unín